# 大理罗汉松
大理罗汉松（学名：Podocarpus forrestii）为柏科罗汉松属的植物，为中国的特有植物。分布于中国大陆的云南：大理等地，生长于海拔2,500米至3,000米的地区，目前尚未由人工引种栽培。